# Kościół Najświętszej Maryi Panny z Lourdes w Krakowie
Kościół Najświętszej Maryi Panny z Lourdes – zabytkowy rzymskokatolicki kościół parafialny oraz konwentualny misjonarzy znajdujący się w Krakowie, w dzielnicy V Krowodrza przy ul. Misjonarskiej 37, na Nowej Wsi.
Zbudowany w latach 1892–1894. Zaprojektowany przez Stefana Żołdaniego w stylu neoromańskim i neogotyckim. 

## Historia kościoła
Powstanie kościoła jest związane z historią Zgromadzenia Księży Misjonarzy, sprowadzonych do Krakowa przez biskupa Jan Małachowskiego w 1682. Pierwotnie domy misjonarskie ulokowano w podwawelskim grodzie. W 1861 utworzono ośrodek misjonarski na Kleparzu, który wkrótce znacznie się rozrósł. Ze względu na brak miejsca dla nowych seminarzystów podjęto decyzję o budowie nowego gmachu na terenie Nowej Wsi. Dom misjonarzy powstał w 1892. Równolegle z domem misjonarskim postanowiono wznieść kościół, którego budowę ukończono w 1894, rok później zakończono budowę domu misjonarzy.
1 stycznia 1923 roku abp Adam Stefan Sapieha erygował przy kościele NMP z Lourdes parafię pod tym samym wezwaniem.
W 1929, przy kościele, powstał szpital sióstr miłosierdzia. Od 1931 przy parafii działa Chór Mariański.

## Wygląd i wnętrze kościoła
Kościół ma 42,92 m długości, 16,50 m szerokości, 20,8 m wysokości wraz z dachem, 45,50 m wysokości do szczytu krzyża na wieży. Ma trzy nawy: główną i boczne, oddzielone od głównej filarami i kolumnami.
Ołtarz zaprojektowany przez Edwarda Kowalczyka w 1913. W jego centralnym punkcie znajduje się wierna kopia figury Madonny z Lourdes. 

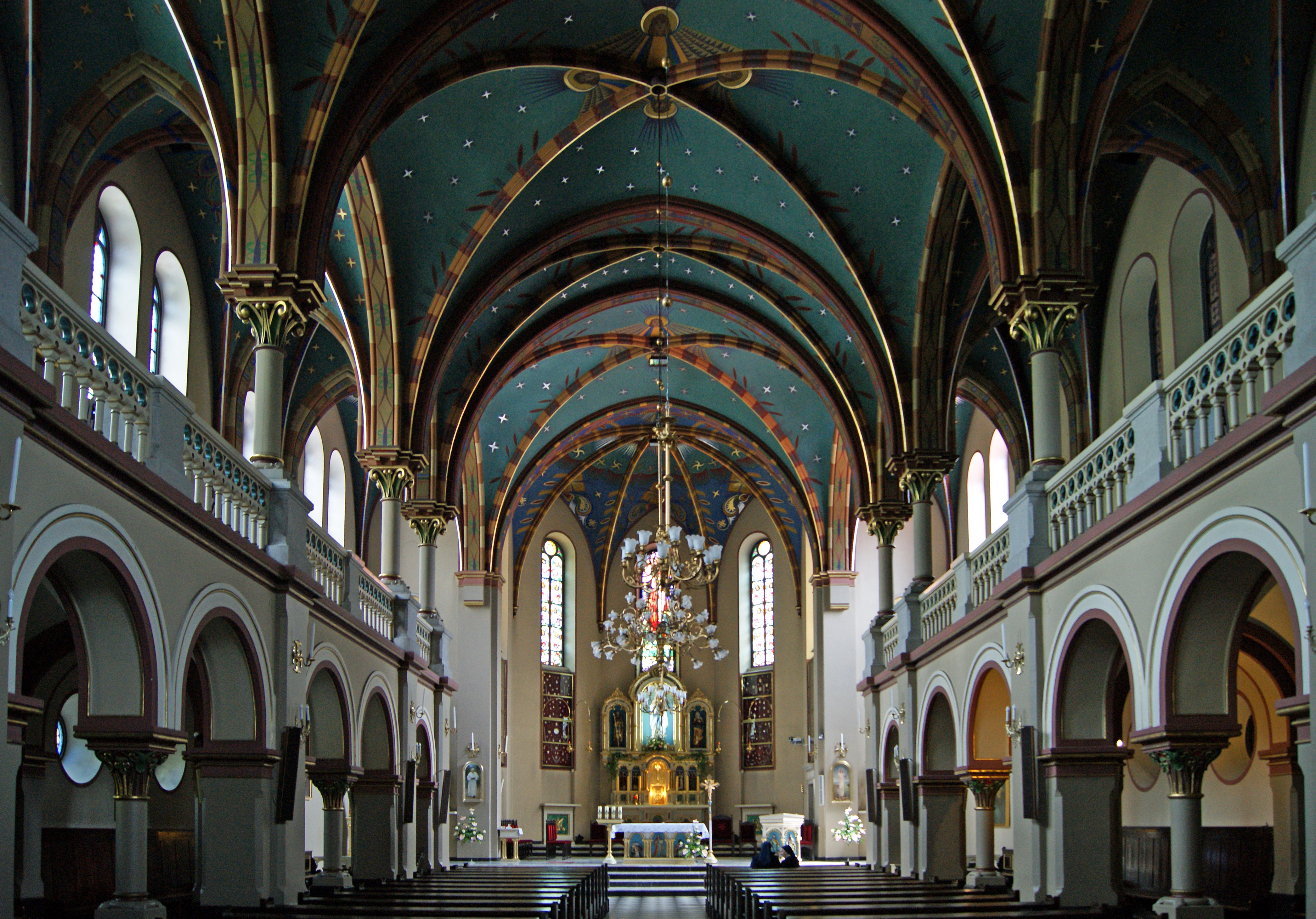
Wnętrze kościoła
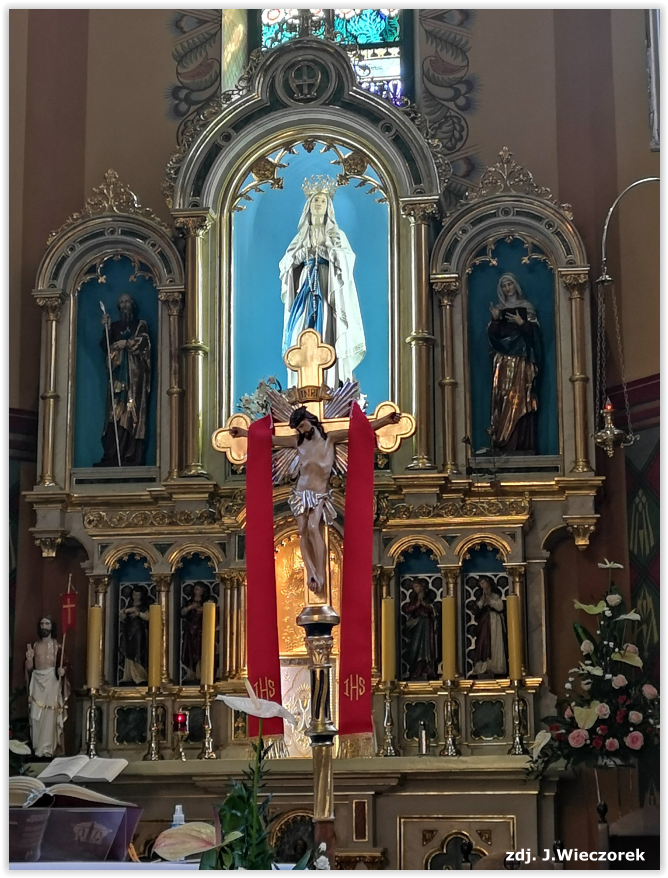
Ołtarz główny
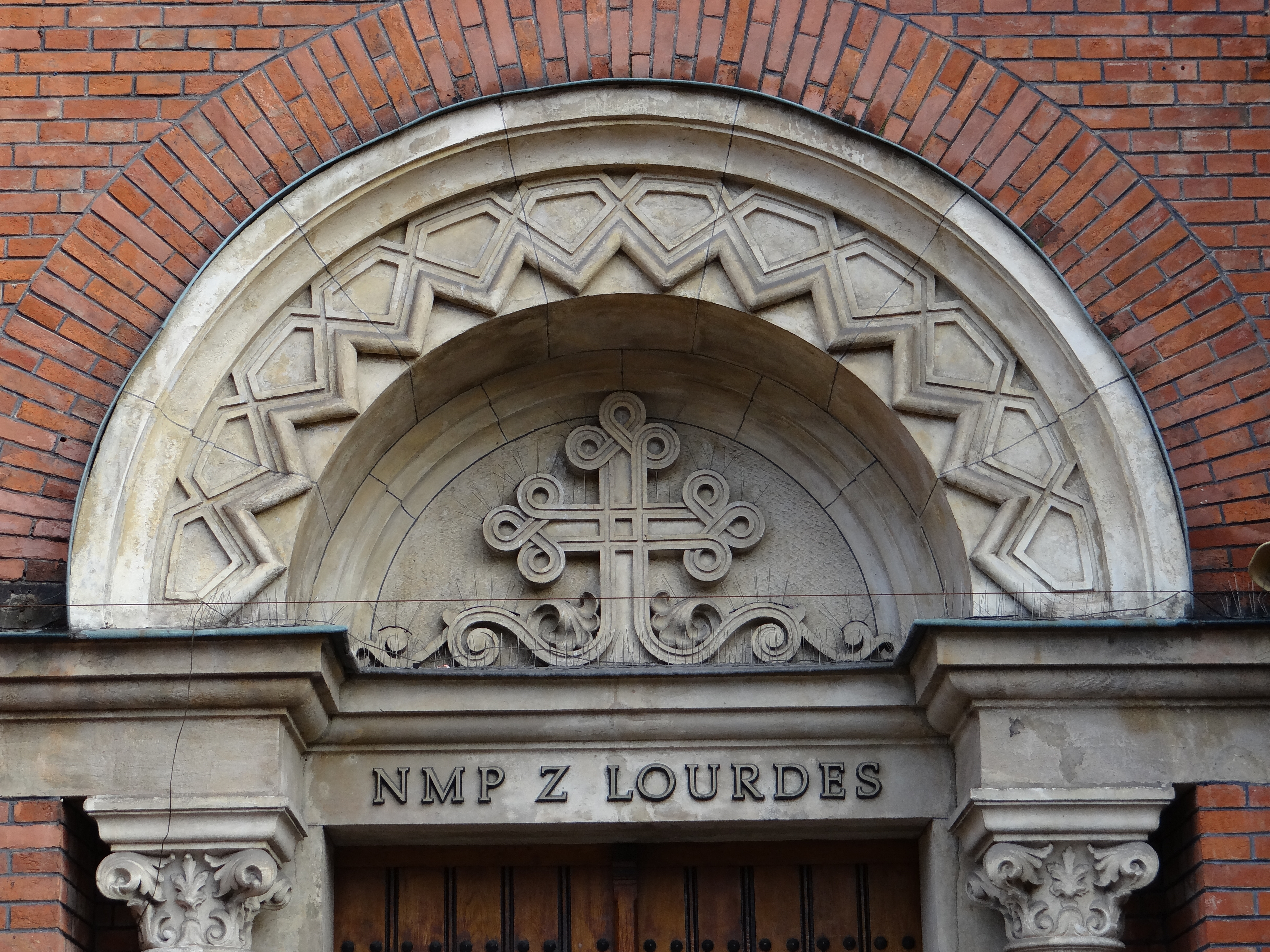
Fragment portalu

## Organy
W 1895, na chórze, stanęły organy firmy Rieger Orgelbau (opus 513). W 1971 firma Włodzimierza Truszczyńskiego z Warszawy dokonała koniecznej przebudowy instrumentu. Z dawnych organów zostało jedynie kilka głosów i część prospektu. 17 maja 1972 roku instrument poświęcił ks. bp Albin Małysiak CM, który w latach 1959–1970 sprawował funkcję proboszcza tej parafii.
Długoletnim organistą w kościele był dr Jan Rybarski.